# Jean Pichette
Jean Pichette (* 19. Juli 1963 in Lévis) ist ein ehemaliger kanadischer Eisschnellläufer und Shorttracker.

## Werdegang
Pichette trat im Eisschnelllauf international erstmals bei den Juniorenweltmeisterschaften 1980 in Assen in Erscheinung, wobei er den 27. Platz im Kleinen Vierkampf errang. In den folgenden Jahren gewann er bei den Juniorenweltmeisterschaften 1981 in Elverum die Silbermedaille und bei den Juniorenweltmeisterschaften 1982 in Innsbruck die Bronzemedaille im Kleinen Vierkampf. Zudem kam er bei der Mehrkampfweltmeisterschaft 1982 in Assen auf den 21. Platz und bei der Mehrkampfweltmeisterschaft 1983 in Oslo auf den 22. Rang im Großen Vierkampf. In der Saison 1983/84 belegte er bei den Olympischen Winterspielen 1984 in Sarajevo den 38. Platz über 5000 m und bei der Mehrkampfweltmeisterschaft 1984 in Göteborg den 33. Platz im Großen Vierkampf. In der Saison 1985/86 nahm er in Trondheim erstmals am Eisschnelllauf-Weltcup teil und errang dabei den 20. Platz über 5000 m sowie den 15. Platz über 1500 m. In der Saison 1987/88 startete er in Inzell letztmals im Weltcup und holte dort über 1500 m seinen einzigen Weltcupsieg. Zudem wurde er bei der Mehrkampfweltmeisterschaft 1988 in Alma Ata Fünfter im Großen Vierkampf und belegte bei den Olympischen Winterspielen 1988 in Calgary den 31. Platz über 5000 m, den 19. Rang über 1000 m sowie den zehnten Platz über 1500 m. Im Shorttrack nahm er an den Weltmeisterschaften 1979 in Québec teil und gewann dabei die Goldmedaille mit der Staffel.

## Erfolge

### Olympische Spiele
- 1984 Sarajevo: 38. Platz 5000 m
- 1988 Calgary: 10. Platz 1500 m, 19. Platz 1000 m, 31. Platz 5000 m

### Mehrkampf-Weltmeisterschaften
- 1982 Assen: 21. Platz Großer Vierkampf
- 1983 Oslo: 22. Platz Großer Vierkampf
- 1984 Göteborg: 33. Platz Großer Vierkampf
- 1988 Almaty: 5. Platz Großer Vierkampf

### Shorttrack-Weltmeisterschaften
- 1979 Québec: 1. Platz Staffel

### Weltcupsiege
| Nr. | Datum         | Ort    | Disziplin |
| --- | ------------- | ------ | --------- |
| 1.  | 13. März 1988 | Inzell | 1500 m    |

## Persönliche Bestleistungen im Eisschnelllauf
| Disziplin | Zeit         | Datum             | Ort      |
| --------- | ------------ | ----------------- | -------- |
| 500 m     | 38,20 s      | 13. November 1987 | Calgary  |
| 1000 m    | 1:13,94 min  | 27. Dezember 1987 | Calgary  |
| 1500 m    | 1:54,09 min  | 5. März 1988      | Alma Ata |
| 3000 m    | 4:03,31 min  | 21. November 1987 | Calgary  |
| 5000 m    | 6:54,40 min  | 4. Dezember 1987  | Calgary  |
| 10.000 m  | 14:32,21 min | 29. Dezember 1987 | Calgary  |